# François Guarner
François Guarner est un imprimeur lyonnais est un imprimeur-libraire lyonnais, du XVIe siècle.

## Biographie
François Guarner dirigea l’imprimerie que D. Nicolò Canelles, évêque de Bosa, avait établie à Cagliari, capitale de la Sardaigne, sa patrie ; il avait succédé dans cette direction à Vincenzo Sembenino. C’est des presses de ce dernier que sortit en 1556 le premier livre imprimé à Cagliari, le Catéchisme du P. Émond Auger, jésuite, traduit en espagnol par Antonio Cordeses, petit in-8° de 158 pages sans la table. Après la mort de D. N, Canelles, Guarner continua de régir la même imprimerie jusqu’ en1589, où ill fut chargé de la direction d’une nouvelle imprimerie établie aussi à Cagliari par Giovanni Maria Galcerino, qui ensuite imprima sans lui de 1591 à 1596.